# Alue Glumpang (Peusangan)
Alue Glumpang is een bestuurslaag in het regentschap Bireuen van de provincie Atjeh, Indonesië. Alue Glumpang telt 313 inwoners (volkstelling 2010).